# Drie Maria's

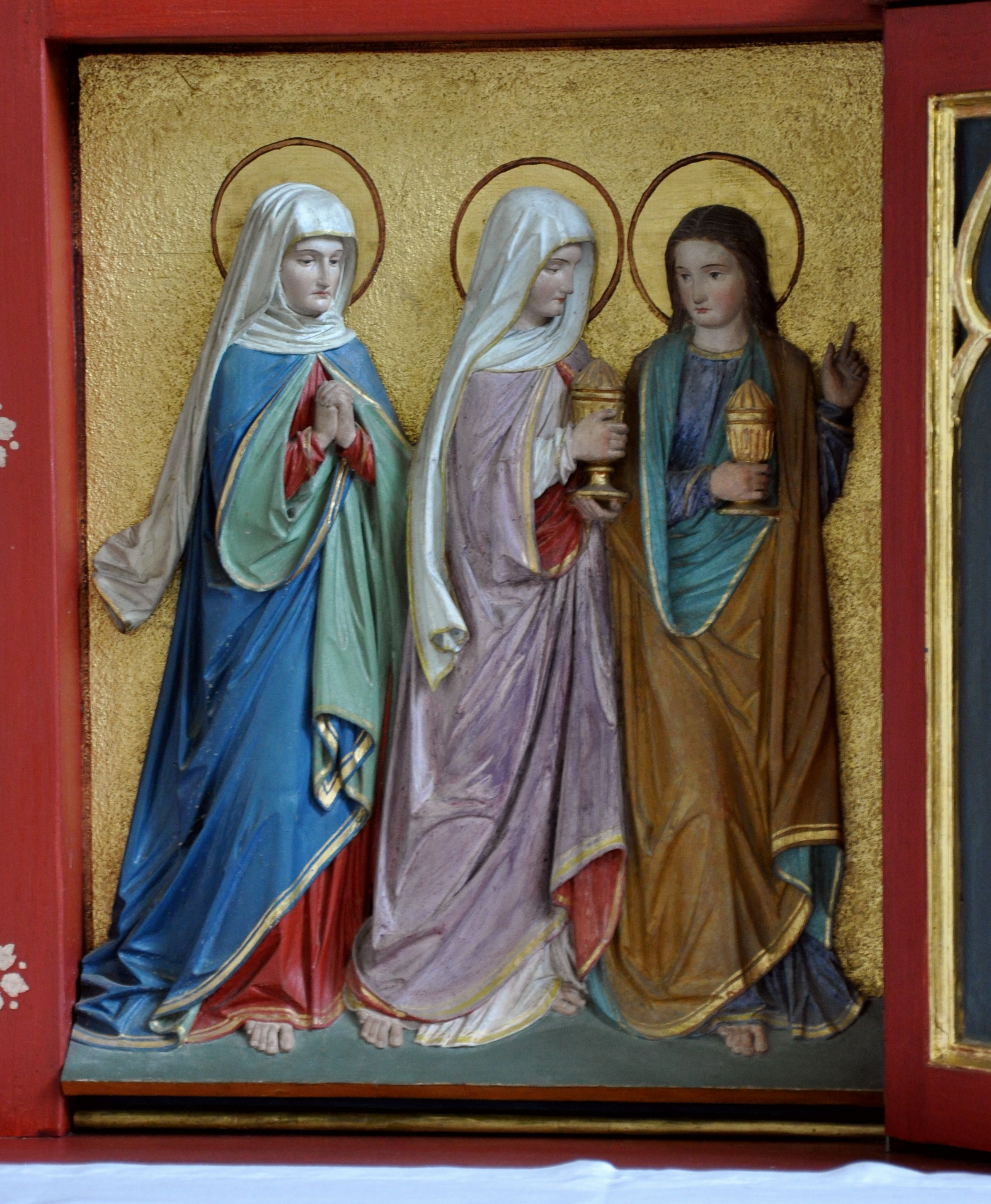
De drie Maria's bij het graf

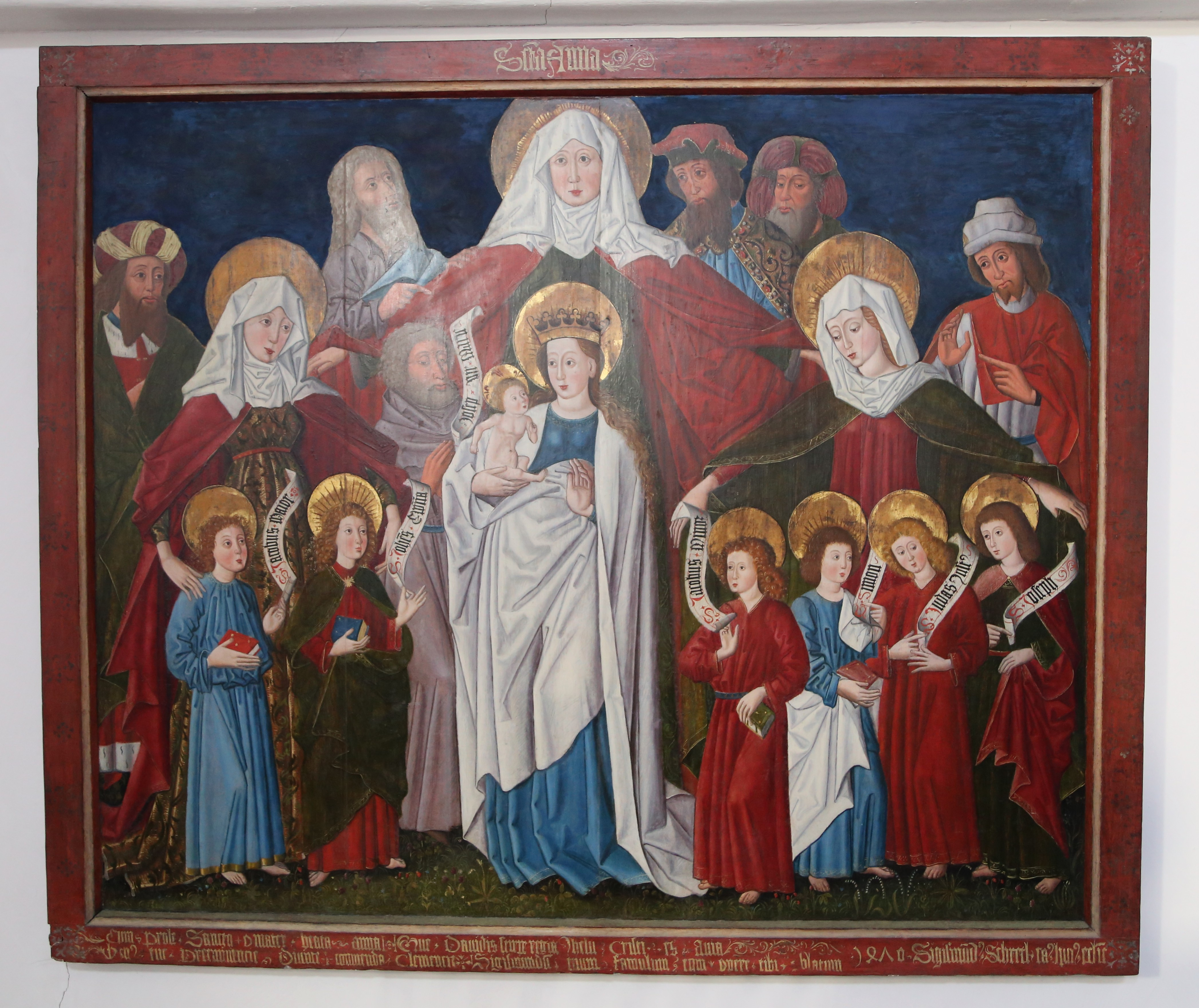
Sint-Anna en de drie Maria's

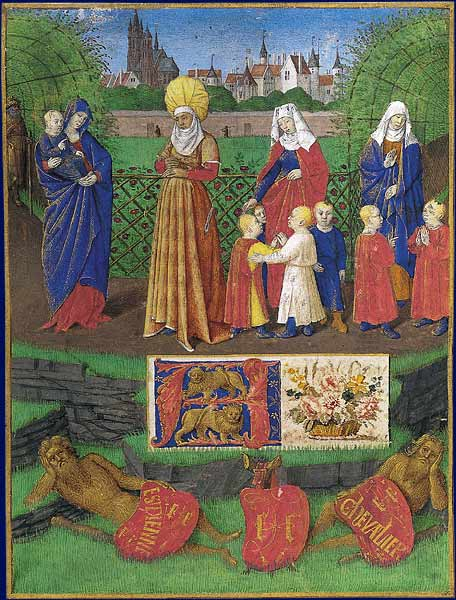
Sint-Anna en de drie Maria's (uit Heures d'Etienne Chevalier, verlucht door Jean Pouquet

De drie Maria's zijn drie vrouwen met de naam Maria die genoemd worden in het Nieuwe Testament en die gezamenlijk een veel voorkomend thema vormen in de christelijke kunst.
Er zijn meerdere vrouwen in het Nieuwe Testament met de naam Maria:
- Maria (moeder van Jezus), ook wel aangeduid als Maria, de moeder van Jakobus en Joses (Matteüs 27:56, Lucas 24:10), Jezus' broers (Marcus 6:3)
- Maria Magdalena (Lucas 8:2)
- Maria, een vrouw in een Galilees dorp (Lucas 10:38–42)
- Maria van Bethanië (Johannes 11–12)
- Maria van Klopas (Johannes 19:25)
- Maria, de moeder van Johannes Marcus Handelingen 12:12-16
- Maria van Rome (Romeinen 16:6)

De vrouw Salomé uit Marcus 15:40 en 16:1 is in vroeg-christelijke traditie ook geassocieerd met het idee van drie Maria's en daarom in middeleeuwse teksten vaak Maria Salomé genoemd.
Door de eeuwen heen is er in tradities van uitgegaan dat het bij sommige Maria's om dezelfde persoon gaat. Bij de "drie Maria's" zijn verschillende combinaties van bovenstaande vrouwen mogelijk:
- Drie Maria's bij de kruisiging van Jezus;
- Drie Maria's bij het graf van Jezus op de paasmorgen;
- Drie Maria's, als dochters van de heilige Anna, bijvoorbeeld op een Maagschap van Sint-Anna.

De eerste van de "drie Maria's" is in elk geval Maria, de moeder van Jezus. Volgens de traditie van de Rooms-Katholieke Kerk moet "broers en zussen van Jezus" niet letterlijk worden genomen. De katholieke kerk heeft het dogma aanvaard dat Maria altijd maagd is gebleven en interpreteert het woord "broer" (Grieks: adelphos) als "neef" of "verwante". Daarom maken zij een onderscheid tussen Maria, de moeder van Jezus, en Maria, de moeder van Jakobus en Joses.
De tweede Maria bij het kruis en het lege graf is volgens de middeleeuwse traditie Maria Magdalena. Zij hoort echter niet bij de drie dochters van Sint-Anna.

## De drie Maria's bij de kruisiging
Vergelijking van de kruisigingspassages levert een aardige puzzel op. Marcus 15:40 luidt als volgt:
Van een afstand keken ook enkele vrouwen toe, onder wie Maria uit Magdala en Maria de moeder van Jakobus de jongere en van Joses, en Salome.
Hieruit kan worden opgemaakt dat Jakobus de Mindere een moeder had die Maria heette en dat hij een broer had die Joses heette; deze Maria was een van de "enkele vrouwen" die toekeken bij de kruisiging van Jezus, waaronder een andere Maria, namelijk Maria uit Magdala. In Marcus is er dus sprake van twee Maria's. Johannes 19:25 beschrijft dezelfde situatie als volgt:
Bij het kruis van Jezus stonden zijn moeder met haar zuster, Maria, de vrouw van Klopas, en Maria uit Magdala.
Johannes lijkt dus te spreken van drie Maria's:
1. Maria, de moeder van Jezus
2. Maria, de zuster van de moeder van Jezus (die dus ook Maria heette), de vrouw van Klopas
3. Maria van Magdala

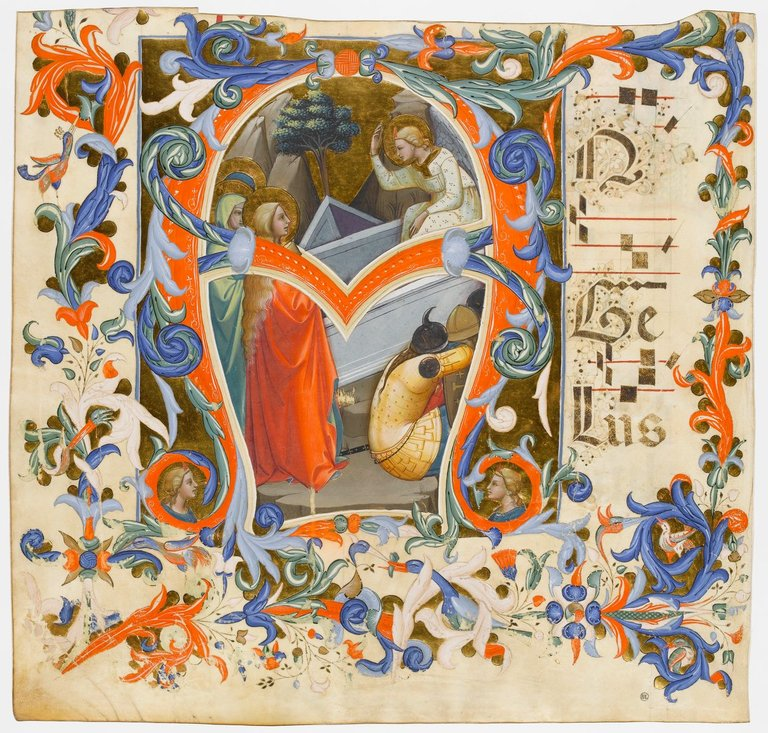
De drie Maria's aan het graf van Jezus. Gehistorieerd initiaal 'A' uit een antifonarium geknipt, c.1396-1404, Lorenzo Monaco(?)

De Catholic Encyclopedia (1913) stelt dat Klopas een Griekse transliteratie zou zijn van Alfeüs. Als dan Johannes 19:25 wordt vergeleken met Marcus 15:40, zou daaruit kunnen worden opgemaakt dat "de vrouw van Klopas" dezelfde persoon was als "Maria de moeder van Jakobus de jongere". Indien deze constructie klopt, zou Alfeüs de stiefvader van Jezus zijn. "Jakobus, de broer van Jezus" zou dan dezelfde persoon zijn als "Jakobus, de zoon van Alfeüs."
Als Alfeüs dezelfde persoon was als Klopas, zou hij dus getrouwd zijn met een zuster van Maria (de moeder van Jezus) en dus een oom zijn van Jezus en de apostel Jakobus dus een neef van Jezus. In dat geval moet worden aangenomen dat er in de Bijbel sprake is van drie fysieke Jakobussen die niet met elkaar kunnen worden geïdentificeerd:
- Jakobus de Mindere (of: Jakobus de jongere), geen apostel, zoon van Jozef en Maria, broer van Jezus
- Jakobus de Meerdere, apostel, zoon van Zebedeüs
- Jakobus, apostel, zoon van Alfeüs en Maria (zuster van Maria, de zuster van de moeder van Jezus)

Wéér andere tradities stellen dat Johannes 19:25 over vier vrouwen spreekt:
1. Maria, de moeder van Jezus
2. Een anonieme zuster van de moeder van Jezus
3. Maria, de vrouw van Klopas
4. Maria van Magdala

Zij stellen de (in Johannes) anonieme zuster van Johannes gelijk met de in Markus 15:40 genoemde Salome. In dat geval zou de identificatie van Alfeüs met Klopas niet juist zijn en ook dan moet worden aangenomen dat er in de Bijbel sprake is van drie fysieke Jakobussen die niet met elkaar kunnen worden geïdentificeerd, maar ligt de familierelatie anders:
- Jakobus de Mindere (of: Jakobus de jongere), geen apostel, zoon van Jozef en Maria, broer van Jezus
- Jakobus de Meerdere, apostel, zoon van Zebedeüs en Salome
- Jakobus, apostel, zoon van Alfeüs en een onbekende vrouw